# Al-Ahly SC
Al-Ahly Sports Club er en egyptisk fodboldklub fra landets hovedstad Kairo. Klubben spiller i landets bedste række, Egyptian Premier League.
Klubben blev etableret i 1907 og er en af Afrikas mest vindende.